# 神子田正治
神子田正治（みこだ まさはる，？—1587年（天正十五年）），是尾張海西郡鯏浦的神子田肥前守之子。豐臣秀吉部將，後因得罪秀吉，被流放，賜死。

## 生平
在織田信長一統尾張時投入織田家，在桶狹間之戰及攻打美濃的齋藤龍興時建立不少戰功。在羽柴秀吉（豐臣秀吉）轉封至長濱城時成為他的家臣，名列黄母衣眾之一，擁有近江250貫的俸祿。
之後神子田正治積功增加至1500石，隨秀吉征伐播磨三木城時大為活躍，又加封至5000石，與宮田光次、戶田勝隆、尾藤知宣並稱秀吉四天王。
本能寺之變後，神子田正治參加山崎之戰、賤岳之戰，為秀吉奪得天下出有大力，因此晉任為庭瀨城主，領一萬二千石。但是後來在小牧長久手之戰中鎮守二重崛城時，被織田信雄擊破，引起秀吉大怒，將神子田正治廢為庶人，流放到高野山，四處流浪。
在天正十五年，豐臣秀吉出兵攻打九州時，人在豐後的神子田正治前往情求參戰，以恢復名譽地位，不但被秀吉拒絕，反而賜他切腹自盡，並梟首京都。
據說竹中半兵衛曾看重神子田正治的才能，認為他是自己秀吉軍師的後繼者，而將把兵法心得傳授給他。但因為他的功名心太強（一說為時常諷刺和頂撞秀吉），而不為豐臣秀吉所喜。